# Cikáni jdou do nebe
Cikáni jdou do nebe (rusky Табор уходит в небо) je sovětský film režiséra Emila Loteanu z roku 1975. Jedná se o dramaticko-romantický film z prostředí dnešní moldavsko-rumunské hranice. Děj se odehrává na přelomu 19. a 20. století. Vypráví o muži jménem Zobar, který je postřelen při kradení koní. Zamiluje se do své ošetřovatelky Rady, ale ta nemá zájem. Po vyléčení pokračuje v krádežích, až je znovu chycen a odsouzen k smrti. Té jenom o vlásek unikne. Rada si ho chce vzít, ale Zobar se nechce vzdát svého bohémského života. Vše nakonec skončí tragicky. Zobar svoji milou probodne a sám je probodnut otcem Rady. V hlavních rolích moldavští herci Grigore Grigoriu (Zobar) a Svetlana Toma (Rada). Významnou roli ve filmu hrála hudba Eugena Dogy.

## Příběh
Milostný příběh Zobara a Rady je situován do romského prostředí. Zobar v předvečer Nového roku spolu se svými přáteli ukradne důstojníkům z kasáren koně a postupně je prodává. Vojenská hlídka ho zraní. Raněného ho později v keřích najde Rada, která se o něj stará a ošetřuje ho. Říká se o ní, že umí čarovat. Zobar se do ní zamiluje na první pohled, ale ona beze slova zmizí. Když se zamilovaný Zobar znovu setká s její kočovnou rodinou, Rada ho prosí, aby ji nechal na pokoji. Zobar pokračuje v krádežích koní, což se mu však vymstí, protože vojáci postupně likvidují členy jeho tábora. Zobara chytí a postaví na šibenici, ze které však v poslední chvíli uteče, čímž se zachrání. Jede za Radou, která mu nakonec vyznává lásku. Když ji však před celým táborem požádá o ruku, Rada se mu vysměje, protože nechce přijít o vlastní svobodu. Zobar ztráceje vlastní rozum bodne Radu do hrudi. Když to její otec Danillo uvidí, vezme nůž a bodne Zobara do zad. Milenci v objetí padají na zem a umírají. 